# Zane Massey
Zane Massey (* 1957 in Philadelphia) ist ein US-amerikanischer Jazzmusiker (Saxophon, auch Flöte, Gesang).

## Leben und Wirken
Massey, Sohn des Jazztrompeters und Arrangeurs Cal Massey, spielte als Jugendlicher in der Band seines Vaters sowie in seiner eigenen Latin-Jazz-Band Young Blood Jazz Men. Er arbeitete ab Mitte der 1970er-Jahre in New York u. a. mit Earl Freeman (Soundcraft '75) und Carlos Garnett. Im folgenden Jahrzehnt war er Mitglied von Ronald Shannon Jacksons Decoding Company, mit der er auch in Deutschland auftrat. Ferner arbeitete er mit Erol Parker, Roy Campbell, Gerry Eastman, Kaeef Ali, Jemeel Moondoc und um 2000 in der Formation QPSM Unit (u. a. mit Frank Lacy, Matthew Shipp).
Massey trat auch mit Straßenmusikern in New Yorker U-Bahn-Terminals auf und war Mitbegründer der Musikervereinigung MUNY (Music Under New York), aus der eine reguläre Band hervorging, die in der Grand Central Station spielte und später in Europa tourte. Massey integriert in seine Jazz-orientierte Spielweise Einflüsse aus Hip-Hop, Reggae und Tanzmusik. 1992 legte er sein Debütalbum Brass Knuckels (Delmark Records) vor, an dem Hideiji Taninaka, William Parker und Sadiq Abdu Shahid mitwirkten. Im Bereich des Jazz war er zwischen 1975 und 2001 an 28 Aufnahmesessions beteiligt.

## Diskographische Hinweise
- Zane Massey & The Foundation: Soul of Grand Central (Bart, 1994)
- Safe to Imagine (1996)
- Jemeel Moondoc Tentet: Jus Grew Orchestra Live at the Vision Festival (2003)